# Francesc Regis
Francesc Regis Crespí (Palma de Mallorca, España, 30 de septiembre de 1996) es un futbolista español que juega como delantero en el Asteras Trípoli.

## Trayectoria
Xesc Regis es un futbolista formado en varios clubes de los más importantes de la isla y llegó al Mallorca en edad juvenil. Al acabar la etapa en el Mallorca de juvenil, fue cedido al Llosetense. Era un jugador que apuntaba alto, pero en agosto de 2016 le dijeron que no contaban con él y acabaron cediéndolo al SD Leioa, de la Segunda División B. El contrato del jugador acababa en junio de 2017 y Regis comenzó a destacar como goleador, lo que hizo que varios equipos se interesaran por él. Entre estos equipos estaba, ahora sí, el Mallorca, que hizo dos ofertas. Pero Regis se decidió finalmente por fichar por la SD Eibar en verano de 2017.
En las filas del CD Vitoria, filial de la SD Eibar, Xesc Regis rindió a un muy buen nivel durante la temporada 2017-18 y en el primer equipo se fijaron en él. Tuvo que esperar, pero en el último minuto del último partido de la temporada, pudo debutar en Primera.
El 21 de mayo de 2018 debuta con la Sociedad Deportiva Eibar en Primera División en el Vicente Calderón en un encuentro frente al Atlético de Madrid.
El 2 de julio de 2019, el conjunto armero hizo oficial su traspaso al Asteras Trípoli griego.

## Clubes
| Club                   | País   | Año             |
| ---------------------- | ------ | --------------- |
| CD Llosetense (cedido) | España | 2015-2016       |
| RCD Mallorca B         | España | 2016-2017       |
| SD Leioa (cedido)      | España | 2016-2017       |
| CD Vitoria             | España | 2017-2019       |
| Asteras Trípoli        | Grecia | 2019-Actualidad |